# Stygimoloch
Stygimoloch (Stygimoloch spinifer) – dinozaur z rodziny pachycefalozaurów (Pachycephalosauridae); jego nazwa znaczy "ciernisty diabeł".
Żył w epoce późnej kredy (68-65 mln lat temu) na terenach Ameryki Północnej. Długość ciała do 3 m, wysokość ok. 1,7 m masa ok. 70 kg. Jego szczątki znaleziono w USA (stany Montana, Wyoming).
Stygimoloch żył w stadach i żerował na terenach leśnych. Był dwunożnym roślinożercą – miał krótkie przednie i dużo dłuższe tylne kończyny oraz długi ogon, utrzymywany podczas biegu równo z ciałem. Na głowie sterczały mu rogi, służące i do ozdoby i do walki, ale tylko między członkami stada. Podobnie jak współczesne barany, jelenie itp. samce stygimolochów często toczyły pojedynki na głowy, to o samicę, to o przywództwo w stadzie. Samce stawały naprzeciwko siebie i wyciągając szyję oraz pochylając łby szarżowały na siebie. Jednak nie zderzały się rogami, ale twardymi głowami. Grube kości na szczycie łba stygimolocha chroniły mózg.
Jack Horner przypuszcza, że skamieniałości określane jako drakoreks i stygimoloch należą tak naprawdę do młodych i dorastających pachycefalozaurów.